# Aqua Appia

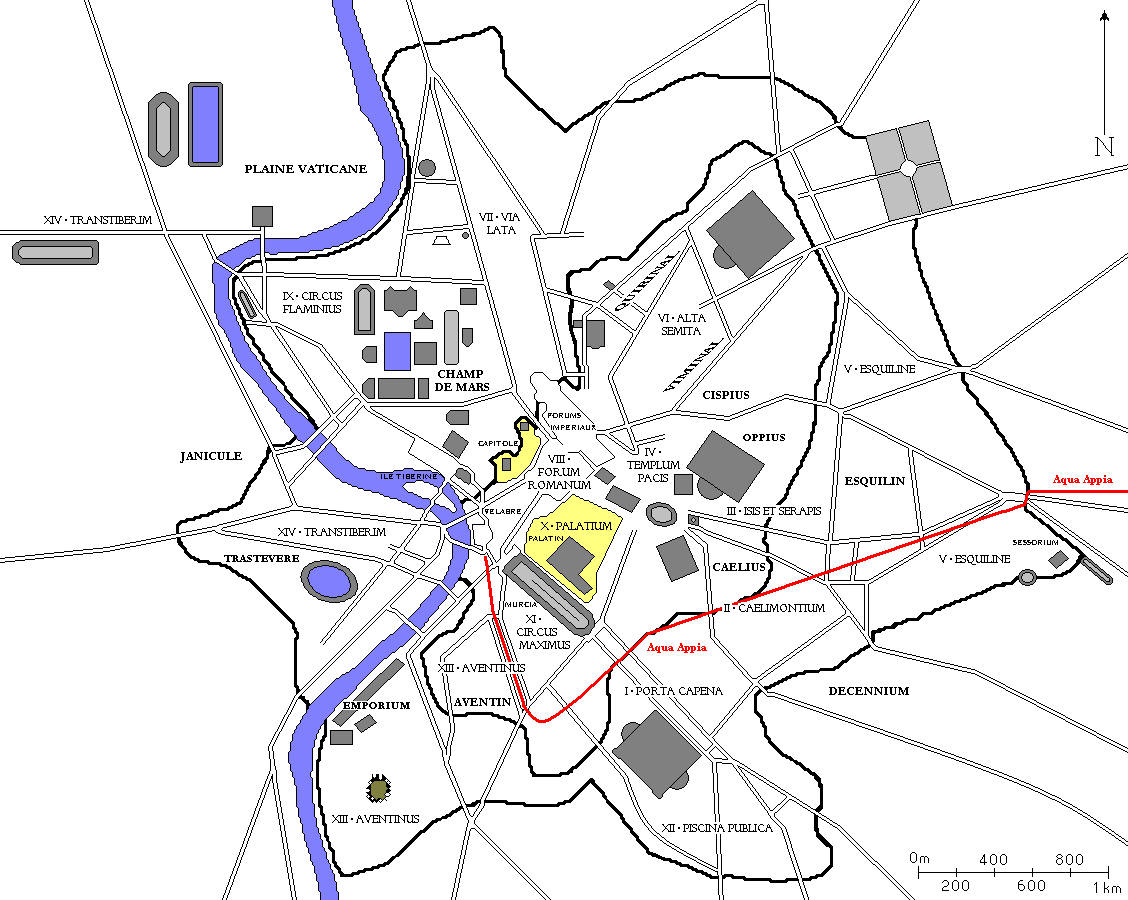
Plan przedstawiający przebieg akweduktu

Aqua Appia – najstarszy akwedukt w Rzymie, zbudowany za konsulatu Marka Waleriusza Maksimusa i Publiusza Decjusza Musy, przez cenzora Appiusza Klaudiusza Krassusa w 312 roku p.n.e. Akwedukt brał swój początek w miejscu gdzie z czasem powstała posiadłość Lukullusa, przy Via Praenestina albo Via Collatina.  Jego przewód od ujęcia wody do bramy Porta Trigemina wynosił ok. 16,56 km. Wykonany był z kamienia i na prawie całej swojej długości biegł pod ziemią – kanał podziemny miał długość ok. 16 472 m, a jedynie odcinek około 89 metrów przeprowadzono nad ziemią, na murach wspornych i na konstrukcjach arkadowych w pobliżu bramy Porta Capena.